# جون غرين (قسيس)
جون غرين (بالإنجليزية: John Green)‏ هو قسيس بريطاني، ولد في 14 أغسطس 1953.